# ناحیه ورنن، شهرستان کلینتون، اوهایو
ناحیه ورنن، شهرستان کلینتون، اوهایو (به انگلیسی: Vernon Township, Clinton County, Ohio) یک سکونتگاه مسکونی در ایالات متحده آمریکا است که در شهرستان کلینتن، اوهایو واقع شده‌است.

## خصوصیات
ناحیه ورنن ۷۲٫۶ کیلومترمربع مساحت و ۲٬۶۸۵ نفر جمعیت دارد و ۲۸۶ متر بالاتر از سطح دریا واقع شده‌است.